# Laura Flippes
Laura Flippes (Straatsburg, 13 december 1994) is een Franse handbalspeler die lid is van de Franse nationale ploeg.

## Carrière

### Club
Flippes begon met handballen bij de Franse club HBC Lingolsheim. Vanaf 2005 speelde de linkshandige Flippes voor Achenheim Truchtersheim HB. Met het damesteam uit Achenheim Truchtersheim werd ze in 2013 kampioen van de derde klasse. De hoekspeelster verhuisde daarna naar de Franse eersteklasser Metz Handball. Met Metz won ze het Franse kampioenschap in 2014, 2016, 2017, 2018 en 2019, de Franse beker in 2015, 2017 en 2019 en de Franse League Cup in 2014. Van seizoen 2020/21 tot en met me seizoen 2022/2023 stond ze onder contract bij Paris 92. In 2023 volgde de overstap naar CSM București.

### Nationaal team
Flippes doorliep Franse jeugd- en junior nationale teams. Met deze nationale teams nam ze deel aan het WK U-18 in 2012, het EK U-19 in 2013 en het WK U-20 in 2014.
Flippes maakte in juni 2016 haar debuut voor Frankrijk als onderdeel van de voorbereiding op de Olympische Spelen. Na uiteindelijk niet te hebben deelgenomen aan de Olympische Spelen, won Flippes de bronzen medaille op de Europese kampioenschappen van 2016 .Het jaar daarop won ze haar eerste titel op de Wereldkampioenschappen. Op de Europese kampioenschappen van 2018 won ze opnieuw de gouden medaille. Bij de Wereldkampioenschappen van 2019 haalde ze met het Franse team de hoofronde niet en werd Frankrijk dertiende. Een jaar later werd bij de Europese Kampioenschappen een zilveren medaille behaald. In 2021 beoorde ze tot de Franse selectiedie de gouden medaille op de Olympische Spelen in Tokio. Flippes scoorde tijdens het olympisch toernooi in totaal 27 doelpunten en werd ook geselecteerd voor het all-star-team. Later dat jaar won ze ook nog de zilveren medaille bij de wereldkampioenschappen.